# Pilotes officiels Renault
Cette page répertorie tous les pilotes de toutes disciplines ayant évolué sur une Renault en course automobile.

## Rallye

### Renault Sport Technologies
| Saison | Championnat     | Équipe                     | Voiture               | Pilote             | 1      | 2       | 3      | 4         | 5       | 6       | 7      | 8       | 9   | 10  | 11  | 12  | 13  | Classement | Points |
| ------ | --------------- | -------------------------- | --------------------- | ------------------ | ------ | ------- | ------ | --------- | ------- | ------- | ------ | ------- | --- | --- | --- | --- | --- | ---------- | ------ |
| 2012   | IRC             | Renault Sport Technologies | Renault Mégane RS N4  | François Delecour  | POR    | ESP     | IRE    | FRA 15    | ITA     | BEL     | SMA    | ROU     | RTC | UKR | BUL | ITA | CHY |            |        |
| 2012   | IRC             | Renault Sport Technologies | Renault Mégane RS N4  | Emmanuel Guigou    | POR    | ESP     | IRE    | FRA RET   | ITA     | BEL     | SMA    | ROU     | RTC | UKR | BUL | ITA | CHY |            |        |
| 2012   | IRC             | Renault Sport Technologies | Renault Mégane RS N4  | Kris Princen       | POR    | ESP     | IRE    | FRA       | ITA     | BEL RET | SMA    | ROU     | RTC | UKR | BUL | ITA | CHY |            |        |
| 2012   | IRC             | Renault Sport Technologies | Renault Twingo R2 Evo | Nicolas Romiguiere | POR    | ESP     | IRE    | FRA 21    | ITA     | BEL     | SMA    | ROU     | RTC | UKR | BUL | ITA | CHY |            |        |
| 2012   | France Asphalte | Renault Sport Technologies | Renault Twingo R2 Evo | Nicolas Romiguiere | TOU 39 | LYO     | LIM 29 | MAC 28    | ROU RET | MON 23  | CEV 14 | VAR 30  |     |     |     |     |     |            |        |
| 2012   | France Asphalte | Renault Sport Technologies | Renault Twingo R2 Evo | Emmanuel Guigou    | TOU    | LYO     | LIM    | MAC       | ROU     | MON     | CEV    | VAR RET |     |     |     |     |     |            |        |
| 2012   | France Terre    | Renault Sport Technologies | Renault Twingo R2 Evo | Nicolas Romiguiere | PRO    | CAU RET | AUX    | CAT (ESP) | LOZ RET | CAR     | VAU    |         |     |     |     |     |     |            |        |
| 2013   | ERC             | Renault Sport Technologies | Renault Mégane RS N4  | Germain Bonnefis   | AUT    | LIT     | ESP 5  | POR       | FRA     | BEL     | SM     | ROU     | RTC | POL | CRO | ITA | SUI |            |        |
| 2013   | ERC             | Renault Sport Technologies | Renault Mégane RS N4  | Robert Consani     | AUT    | LIT     | ESP 9  | POR       | FRA     | BEL     | SM     | ROU     | RTC | POL | CRO | ITA | SUI |            |        |
| 2013   | France Asphalte | Renault Sport Technologies | Renault Twingo R2 Evo | Jérémy Serieys     | TOU 14 | LYO 20  | LIM    | MAC       | ROU     | MON     | ANT    | CEV     | VAR |     |     |     |     |            |        |

### Importateurs Renault

#### Renault Belgique-Luxembourg
| Saison | Championnat | Voiture           | Pilote         | 1   | 2   | 3   | 4   | 5       | 6   | 7   | 8   | 9      | 10       | 11  | Classement | Points |
| ------ | ----------- | ----------------- | -------------- | --- | --- | --- | --- | ------- | --- | --- | --- | ------ | -------- | --- | ---------- | ------ |
| 2011   | IRC         | Renault Mégane RS | Cédric Cherain | MON | ESP | FRA | UKR | BEL RET | POR | RTC | HON | ITA 17 | ECO (en) | CHY |            |        |

## Sources
- The official website of the Intercontinental Rally Challenge
- EWRC-Results.com